# Bernie Taupin

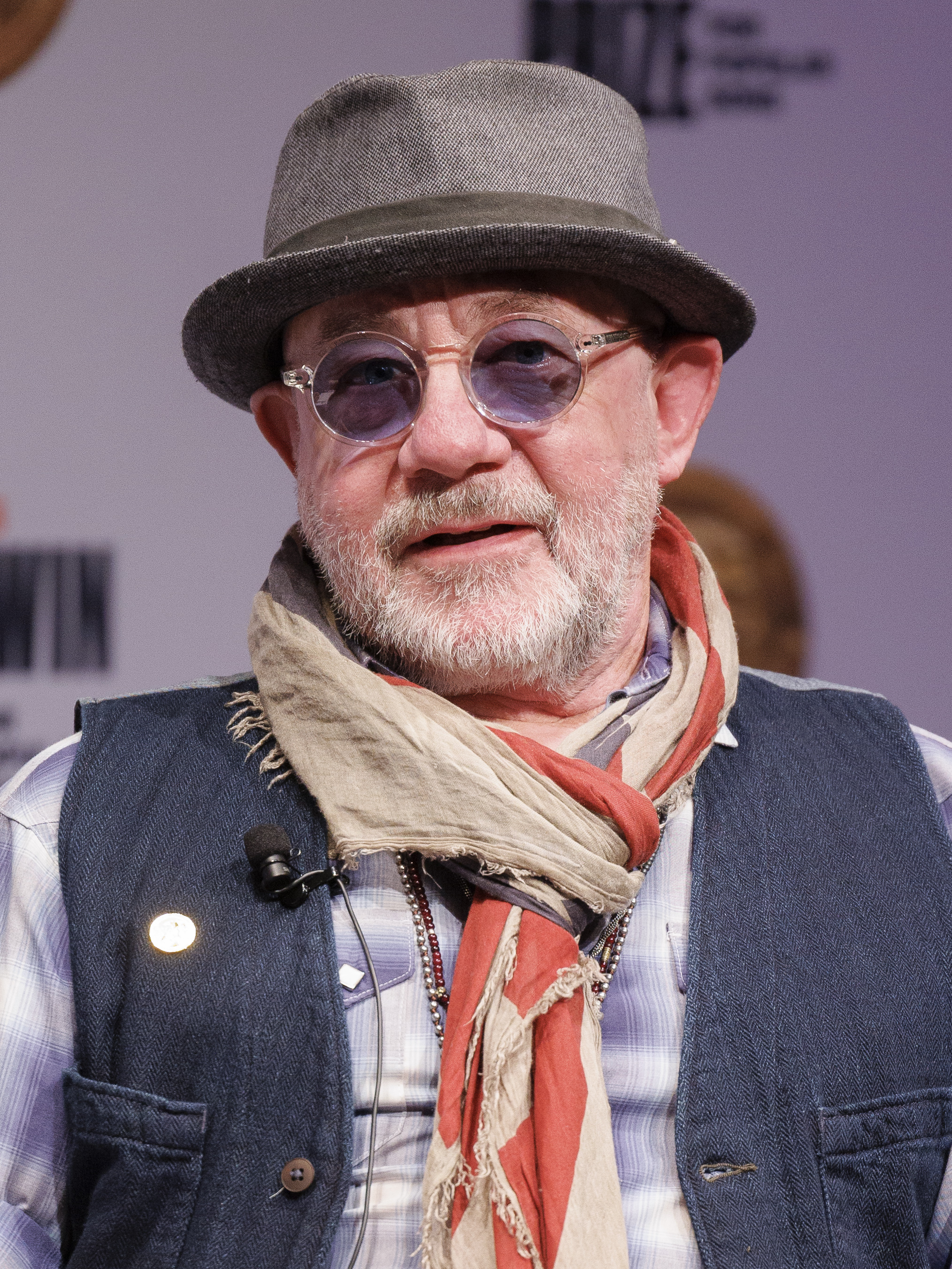
Bernie Taupin (2024)

Bernard John „Bernie“ Taupin CBE (* 22. Mai 1950 in Ruskington, East Kesteven Rural District) ist ein englischer Lyriker, Liedtexter, der vor allem durch seine Zusammenarbeit mit Elton John bekannt ist. Taupin schrieb unter anderem den Text zu Elton Johns Hit Candle in the Wind, der zweit meistverkauften Single der Welt nach White Christmas von Bing Crosby. Ebenso schrieb er im Jahr 1985 den Text zu We Built This City der Band Starship. Außerdem betätigt sich Taupin als Maler.

## Leben

### Kindheit und Jugend
Bernard John „Bernie“ Taupin wurde auf dem Gutshof Flatters Farm House zwischen dem Dorf Anwick und der Stadt Sleaford im südlichen Teil von Lincolnshire, wo sein Vater als Viehzüchter beschäftigt war, geboren. Taupin und sein älterer Bruder Tony besuchten die katholische Schule in Sleaford, auch nachdem die Familie in das nahe gelegene Dorf Rowston umgesiedelt worden war, wo sie in Rowston Manor lebten.
Noch in Taupins Kindheit beschloss sein Vater, sich als selbstständiger Landwirt zu versuchen, und die Familie zog erneut um, diesmal auf ein heruntergekommenes Anwesen namens Maltkiln Farm in dem Dorf Owmby-by-Spital im Norden von Lincolnshire. Hier wurde ein dritter Bruder, Kit, geboren, der 11 Jahre jünger als Bernie war. Die Familie besuchte die katholische Kirche Holy Rood in der Stadt Market Rasen, wo Bernie und Tony als Messdiener tätig waren. Bernie besuchte die Market Rasen Secondary Modern Schule. Im Gegensatz zu seinem älteren Bruder war er kein fleißiger Schüler, obwohl er schon früh ein Gespür für das Schreiben zeigte. Mit 15 Jahren verließ er die Schule. Seine Teenagerjahre verbrachte er damit, mit seinen Freunden herumzuhängen, über die Landstraßen zu trampen, um die Jugendclubs in den umliegenden Dörfern zu besuchen, im Aston Arms Pub in Market Rasen Snooker zu spielen und schon lange vor seinem achtzehnten Geburtstag Bier zu trinken. Er hatte bereits in mehreren aussichtslosen Teilzeitjobs gearbeitet, als er im Alter von 17 Jahren auf eine Anzeige antwortete, die zu seiner Zusammenarbeit mit Elton John führte.

### Schaffen als Texter
Taupin entdeckte schon in jungen Jahren seine lyrischen Fähigkeiten. 1967 bewarb er sich auf eine Anzeige im New Musical Express, in der ein Komponist nach einem Texter suchte. Hinter dem Komponisten verbarg sich Reginald Kenneth Dwight, besser bekannt als Elton John. John und Taupin begannen damit, für Dick James Texte zu verfassen, doch bald schrieb Taupin Texte zu Elton Johns Songs. Anfangs schrieben beide Titel für andere Musiker, allerdings ohne Erfolg: Die ausgekoppelten Singles fielen durch. Auch der 1968 geschriebene John/Taupin-Song I’ve Been Loving You, der Elton Johns Debütsingle war, scheiterte bereits in der Vorrunde zur Auswahl des englischen Liedes für den Grand Prix Eurovision de la Chanson 1969.
Danach schrieben John und Taupin am ersten Elton-John-Album mit dem Titel Empty Sky, das im Juni 1969 veröffentlicht wurde. Trotz guter Kritik verkaufte sich das Album schlecht. Erst im Jahr 1970 gelang John und Taupin der Durchbruch mit ihrem ersten gemeinsamen Hit Your Song. In der Folgezeit ergab ihre Partnerschaft eine Reihe von Welthits. Über die frühe Phase ihrer Zusammenarbeit veröffentlichte Taupin 1976 ein Buch mit dem Titel The One Who Writes the Words for Elton John (ISBN 0-224-01236-3). 1977 beendeten Taupin und Elton John, die beide mit Drogen- und Alkoholproblemen kämpften, vorerst ihre Partnerschaft und fanden erst im nächsten Jahrzehnt wieder zueinander.
Taupin schrieb die Texte für Rocket Man, "Levon", "Crocodile Rock", "Honky Cat", "Tiny Dancer", Candle in the Wind, "Saturday Night's Alright for Fighting", "Bennie and the Jets", "Goodbye Yellow Brick Road", "Mona Lisas and Mad Hatters", "Don't Let the Sun Go Down on Me", "The Bitch is Back", "Daniel" und 1970 für Your Song ihren ersten Hit. Zu den Hits in den 1980er Jahren gehören "I’m Still Standing", "I Guess That’s Why They Call It the Blues", "Sad Songs" und "Nikita". In den 1990er Jahren hatten Taupin und John weitere Hits, darunter "The One", "Simple Life", "The Last Song", "Club at the End of the Street" und "Believe". Im September 1997 schrieb Taupin den Text von "Candle in the Wind" für "Candle in the Wind 1997" um, eine Hommage an die verstorbene Diana, Prinzessin von Wales.

1978 schrieb er mit Alice Cooper das Album From the Inside. 1985 verfasste er den Text für das Lied We Built This City für die US-Band Starship, der von der US-Musikzeitschrift Blender als schlechtester Song aller Zeiten eingestuft wurde.

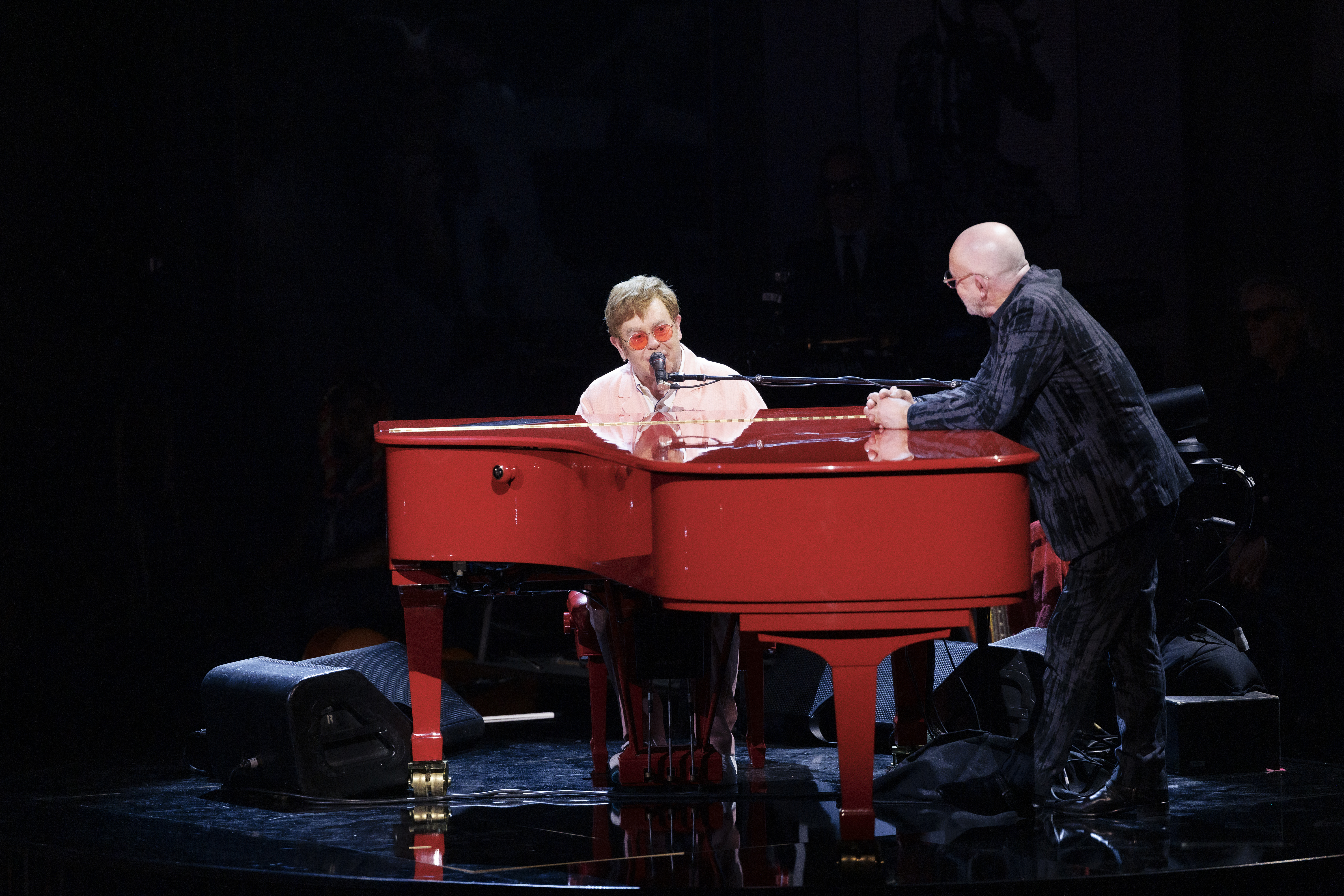
Die Preisträger des Gershwin Prize for Popular Song der Library of Congress, Elton John und Bernie Taupin, während eines Tribute-Konzerts in der DAR Constitution Hall in Washington, D.C., am 20. März 2024

Im Jahr 2005 schrieb Taupin gemeinsam mit Brian Wilson das Lied What I Really Want for Christmas, den Titelsong für das gleichnamige Album, das im Oktober 2005 veröffentlicht wurde.

### Schaffen als Interpret
1971 nahm Taupin ein gesprochenes Album mit dem Titel Taupin auf, auf dem er einige seiner frühen Gedichte vor dem Hintergrund improvisierter, sitarlastiger Musik rezitiert, die von einigen Mitgliedern von Eltons Band, darunter Davey Johnstone und Caleb Quaye, gespielt wurde. Seite eins, "Child", enthält Gedichte über seine frühe Kindheit in Süd-Lincolnshire. Das erste Gedicht, "The Greatest Discovery", das seine Geburt aus der Perspektive seines älteren Bruders Tony betrachtet, wurde ebenfalls von Elton John vertont und auf dessen zweitem Album Elton John aufgenommen. Es gibt Gedichte über Taupins erste beiden Elternhäuser, Flatters und Rowston Manor, und andere über seine Beziehung zu seinem Bruder und seinem Großvater. Seite zwei enthält eine Reihe von Gedichten unterschiedlicher Obskurität, von einer Marionette, die ihre eigene Geschichte erzählt, bis zu einem Rattenfänger, der seiner Beute zum Opfer fällt. Taupin erklärte in Interviews, dass er mit dem Album nicht zufrieden war.
Im Jahr 1980 nahm Taupin sein erstes Album als Sänger auf, He Who Rides the Tiger. Das Album schaffte es nicht, sich in den Charts zu platzieren. Taupin erklärte später in Interviews, dass er nicht die kreative Kontrolle über das Album hatte, die er gerne gehabt hätte.  Im Jahr 1987 nahm er ein weiteres Album auf, Tribe. Die Songs wurden gemeinsam mit Martin Page geschrieben. "Citizen Jane" und "Friend of the Flag" wurden als Singles veröffentlicht. In den Videos zu beiden Singles war Rene Russo zu sehen, die Schwester von Taupins damaliger Frau Toni.
1996 gründete Taupin eine Band namens Farm Dogs, deren zwei Alben bewusste (und erfolgreiche) Rückgriffe auf den raueren, erdigeren Sound von Tumbleweed Connection waren. Während Taupin die Texte schrieb, war die Musik eine Gemeinschaftsarbeit der Bandmitglieder. Ihr erstes Album, Last Stand in Open Country von 1996, wurde von der Kritik gelobt, aber kaum gespielt. Der Titelsong wurde später von Willie Nelson und Kid Rock für Nelsons Album The Great Divide (2002) aufgenommen. 1998 veröffentlichten Farm Dogs ihr zweites und letztes Album, Immigrant Sons. Das Album war trotz einer Tournee durch kleine Clubs in ganz Amerika erfolglos.

### Auszeichnungen
Der Titel A Love That Will Never Grow Old aus dem Soundtrack zum Film Brokeback Mountain wurde von Gustavo Santaolalla gemeinsam mit Bernie Taupin geschrieben, gesungen wird er von Emmylou Harris. Der Song wurde mit einem Golden Globe und einem Satellite Award ausgezeichnet, der gesamte Soundtrack erhielt den Oscar.
Bei der Oscarverleihung 2020 erhielten Elton John und Bernie Taupin den Oscar in der Kategorie Bester Filmsong für (I’m Gonna) Love Me Again aus Rocketman.
Ende Juni 2020 wurde Bernie Taupin Mitglied der Academy of Motion Picture Arts and Sciences. Bei den Neujahrsauszeichnungen 2022 wurde er für seine Verdienste um die Musik zum Commander of the Order of the British Empire (CBE) ernannt.
Der Rolling Stone listete Taupin 2015 gemeinsam mit Elton John auf Rang 48 der 100 größten Songwriter aller Zeiten.

### Privates
Taupin ist dreimal geschieden. Seine drei Ex-Frauen sind Maxine Feibelman (1971–1976); Toni Lynn Russo (1979–1991), Schwester der Schauspielerin Rene Russo; Stephanie Haymes Roven (1993–1998), Tochter der Entertainer Dick Haymes und Fran Jeffries.
Taupin ist seit März 2004 in vierter Ehe verheiratet mit Heather Kidd, mit der er zwei Töchter hat.

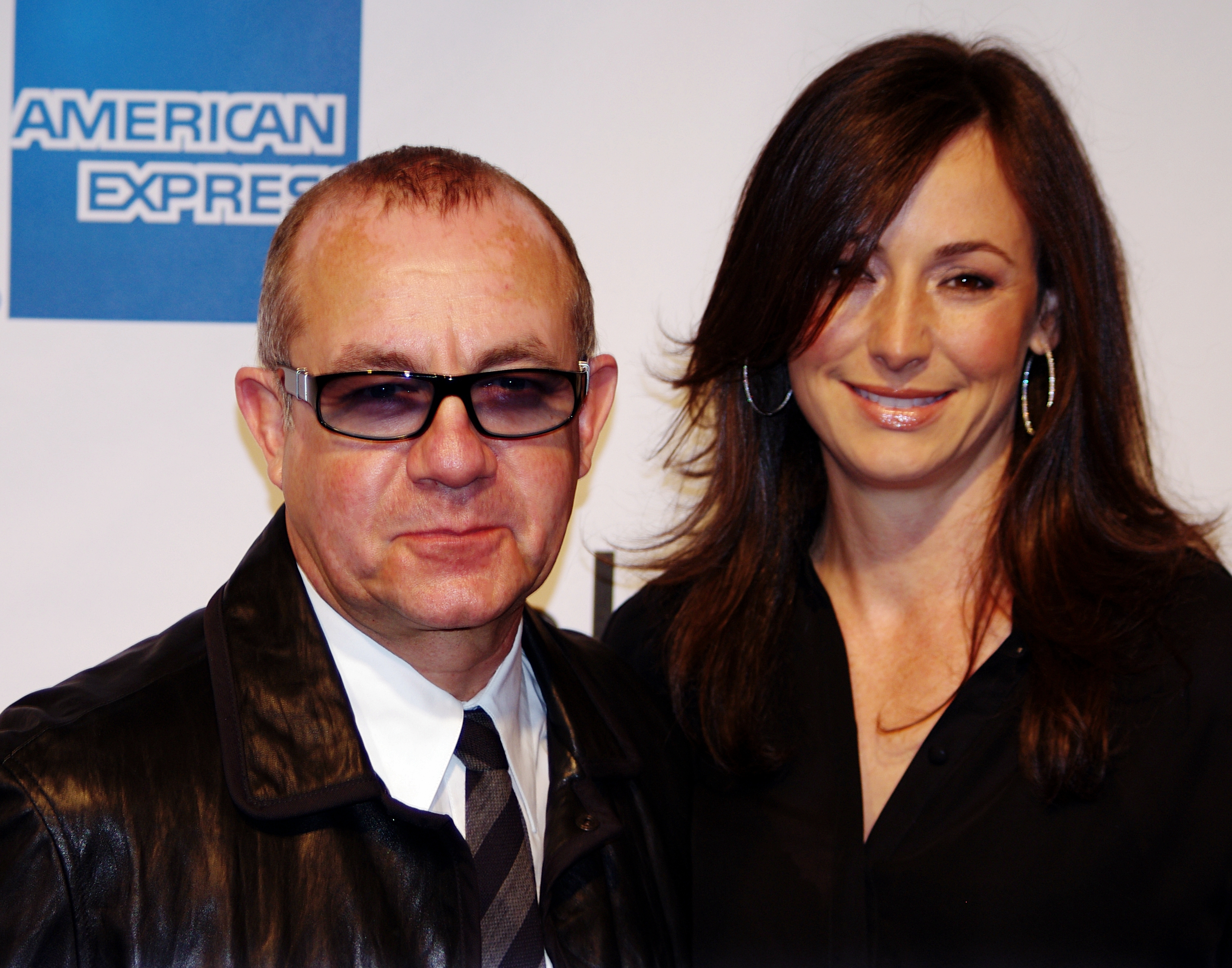
Bernie Taupin mit seiner Frau Heather Lynn Hodgins Kidd bei der Premiere von The Union auf dem Tribeca Film Festival. (2011)

Taupin zog Mitte der 1970er Jahre von England in die Vereinigten Staaten und wurde 1990 US-amerikanischer Staatsbürger. Taupin lebte mehr als 20 Jahre auf einer Ranch in Santa Ynez in Südkalifornien. Er widmet sich seit den 1990er Jahren der Malerei.

## Solo-Alben
- Taupin (1971)
- He Who Rides the Tiger (1980)
- Tribe (1987)